# Exarcado de Filipinas
El exarcado de Filipinas (en bicolano central: Eksarkado nin Filipinas; en cebuano: Eksarkado sa Filipinas; en hiligueino: Eksarkado sg Filipinas; en antiqueño: Iksarkado kang Filipinas; en ilocano: Eksarkado ti Filipinas; en inglés: Exarchate of the Philippines; en pampango: Eksarkádu ning Filipínas; en tagalo: Eksarkado ng Filipinas; en zambal: Iksarkado nin Filipinas) es la jurisdicción filipina del Patriarcado Ecuménico de Constantinopla, gobernada por el metropolitanato ortodoxo de Hong Kong y Asia Sudoriental. El exarcado tiene cinco parroquias y tres capillas en el país.

## Idioma
La Divina Liturgia y otros servicios se dicen en inglés, griego y el idioma local. A veces, unas partes se dicen en rumano, ruso o serbocroata.

## Parroquias y capillas

### Parroquias
- Parroquia de la Anunciación de la Deípara, en Parañaque, que sirve como la sede del ortodoxia en Asia Sudoriental;[5]
- Parroquia de la Deípara, en Cataingán;
- Parroquia de la Santa Resurrección, en Sbù;
- Parroquia de la Santa Trinidad, en Los Baños;
- Parroquia de San Isidoro de Quíos, en Hagónoy.

### Capillas
- Capilla de San Eleuterio, en Gubat;
- Capilla de San Jorge, en Macati;
- Capilla de San Nectario, en Ciudad Quezon;
- Capilla de la Santa Cruz, en Siniloan.